# Сажівка
Сажівка (рос. Сажовка) — струмок в Україні, у Калуському районі Івано-Франківської області у Галичині. Лівий доплив Лукви, (басейн Дністра).

## Опис
Довжина потоку приблизно 8,37 км, найкоротша відстань між витоком і гирлом — 7,25  км, коефіцієнт звивистості потоку — 1,15 . Формується безіменними струмками. Потік тече у Передкарпатській горбистій рівнині.

## Розташування
Бере початок на прилуквянській височині південно-східніше безіменної висоти (446,6 м) в переліску між полями сіл Грабівка і Середній Угринів. Тече переважно на північний схід повз безіменну висоту (422,6 м) і у селі Завій впадає у річку Лукву, праву притоку Дністра.